# Epidendrum muscicola
Epidendrum muscicola är en orkidéart som beskrevs av Rudolf Schlechter. Epidendrum muscicola ingår i släktet Epidendrum och familjen orkidéer.
Artens utbredningsområde är Costa Rica. Inga underarter finns listade i Catalogue of Life.